# Armando Álvarez Álvarez
Armando Álvarez Álvarez, pseud. Armando (ur. 18 lipca 1970 w Colmarze) – hiszpański piłkarz grający na pozycji prawego obrońcy. W swojej karierze 2 razy wystąpił w reprezentacji Hiszpanii.

## Kariera klubowa
Karierę piłkarską Armando rozpoczął w klubie Real Oviedo. W latach 1989–1992 grał w rezerwach tego klubu. W 1992 roku awansował do kadry pierwszego zespołu Realu. 14 marca 1992 zadebiutował w Primera División w wygranym 3:1 domowym spotkaniu z CA Osasuna. 20 marca 1993 w meczu z Celtą Vigo (3:1) strzelił swojego pierwszego gola w lidze hiszpańskiej. W Realu Oviedo grał do końca sezonu 1995/1996.
W 1996 roku Armando przeszedł z Realu Oviedo do Deportivo La Coruña, w którym swój pierwszy mecz rozegrał 30 sierpnia 1996. Deportivo zremisowało wówczas 1:1 na własnym stadionie z Realem Madryt, a Armando został ukarany czerwoną kartką. W Deportivo występował przez 3 sezony i był podstawowym zawodnikiem tego zespołu.
Latem 1999 roku Armando odszedł do zespołu RCD Mallorca. W Mallorce zadebiutował 11 września 1999 w zwycięskim 3:0 domowym meczu z Numancią. W Mallorce grał przez 2 lata. W 2001 roku został piłkarzem drugoligowego wówczas Atlético Madryt. W 2002 roku awansował z nim z Segunda División do Primera División. W sezonie 2002/2003 rozegrał jedno spotkanie w lidze i zakończył karierę.
| Sezon   | Klub                | Kraj      | Rozgrywki          | Mecze | Bramki |
| ------- | ------------------- | --------- | ------------------ | ----- | ------ |
| 1989/90 | SD Vetusta          | Hiszpania | Tercera División   | ?     | ?      |
| 1990/91 | SD Vetusta          | Hiszpania | Segunda División B | ?     | ?      |
| 1991/92 | Real Oviedo         | Hiszpania | Primera División   | 13    | 0      |
| 1991/92 | SD Vetusta          | Hiszpania | Segunda División B | ?     | ?      |
| 1992/93 | Real Oviedo         | Hiszpania | Primera División   | 26    | 1      |
| 1993/94 | Real Oviedo         | Hiszpania | Primera División   | 36    | 1      |
| 1994/95 | Real Oviedo         | Hiszpania | Primera División   | 36    | 2      |
| 1995/96 | Real Oviedo         | Hiszpania | Primera División   | 38    | 1      |
| 1996/97 | Deportivo La Coruña | Hiszpania | Primera División   | 38    | 1      |
| 1997/98 | Deportivo La Coruña | Hiszpania | Primera División   | 32    | 2      |
| 1998/99 | Deportivo La Coruña | Hiszpania | Primera División   | 27    | 0      |
| 1999/00 | RCD Mallorca        | Hiszpania | Primera División   | 17    | 1      |
| 2000/01 | RCD Mallorca        | Hiszpania | Primera División   | 14    | 0      |
| 2001/02 | Atlético Madryt     | Hiszpania | Segunda División   | 34    | 0      |
| 2002/03 | Atlético Madryt     | Hiszpania | Primera División   | 1     | 0      |

## Kariera reprezentacyjna
W reprezentacji Hiszpanii Armando zadebiutował 18 grudnia 1996 roku w wygranym 3:0 spotkaniu eliminacji do MŚ 1998 z Maltą. Swoje drugie i ostatnie spotkanie w kadrze narodowej rozegrał w lutym 1997, także w eliminacjach do MŚ 1998 i także z Maltą (4:0).
| Mecze i gole w reprezentacji | Mecze i gole w reprezentacji | Mecze i gole w reprezentacji | Mecze i gole w reprezentacji | Mecze i gole w reprezentacji | Mecze i gole w reprezentacji | Mecze i gole w reprezentacji |
| #                            | Data                         | Stadion                      | Rywal                        | Wynik                        | Gol                          | Rozgrywki                    |
| 1996                         | 1996                         | 1996                         | 1996                         | 1996                         | 1996                         | 1996                         |
| ---------------------------- | ---------------------------- | ---------------------------- | ---------------------------- | ---------------------------- | ---------------------------- | ---------------------------- |
| 1.                           | 18.12.1996                   | Ta’ Qali, Malta              | Malta                        | 3:0                          | 0                            | el. MŚ 1998                  |
| 1997                         |                              |                              |                              |                              |                              |                              |
| 2.                           | 12.02.1997                   | Alicante, Hiszpania          | Malta                        | 4:0                          | 0                            | el. MŚ 1998                  |